# White House (Tennessee)
White House è un comune degli Stati Uniti d'America, situato nello Stato del Tennessee, diviso tra la Contea di Sumner e la Contea di Robertson.